# Magnus Berg

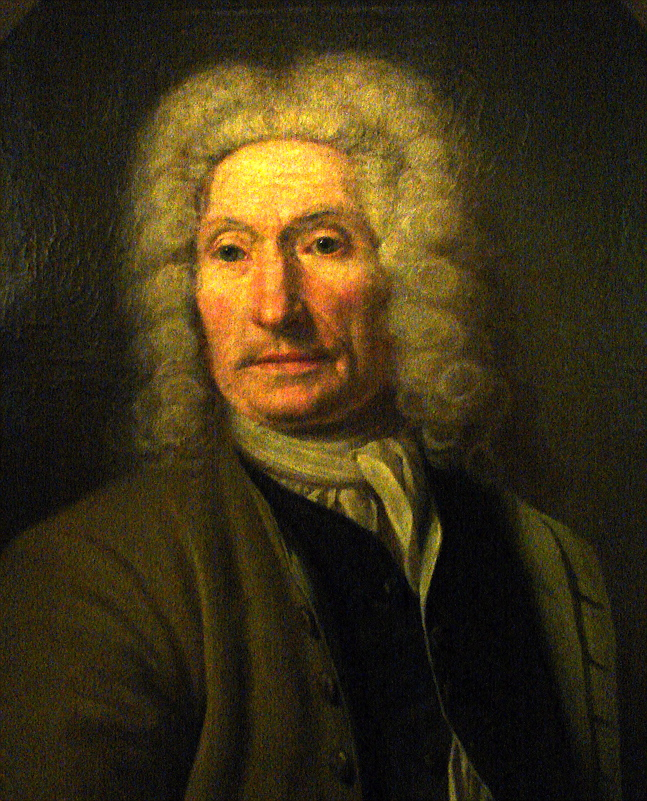
Självporträtt på Rosenborg slott i Köpenhamn

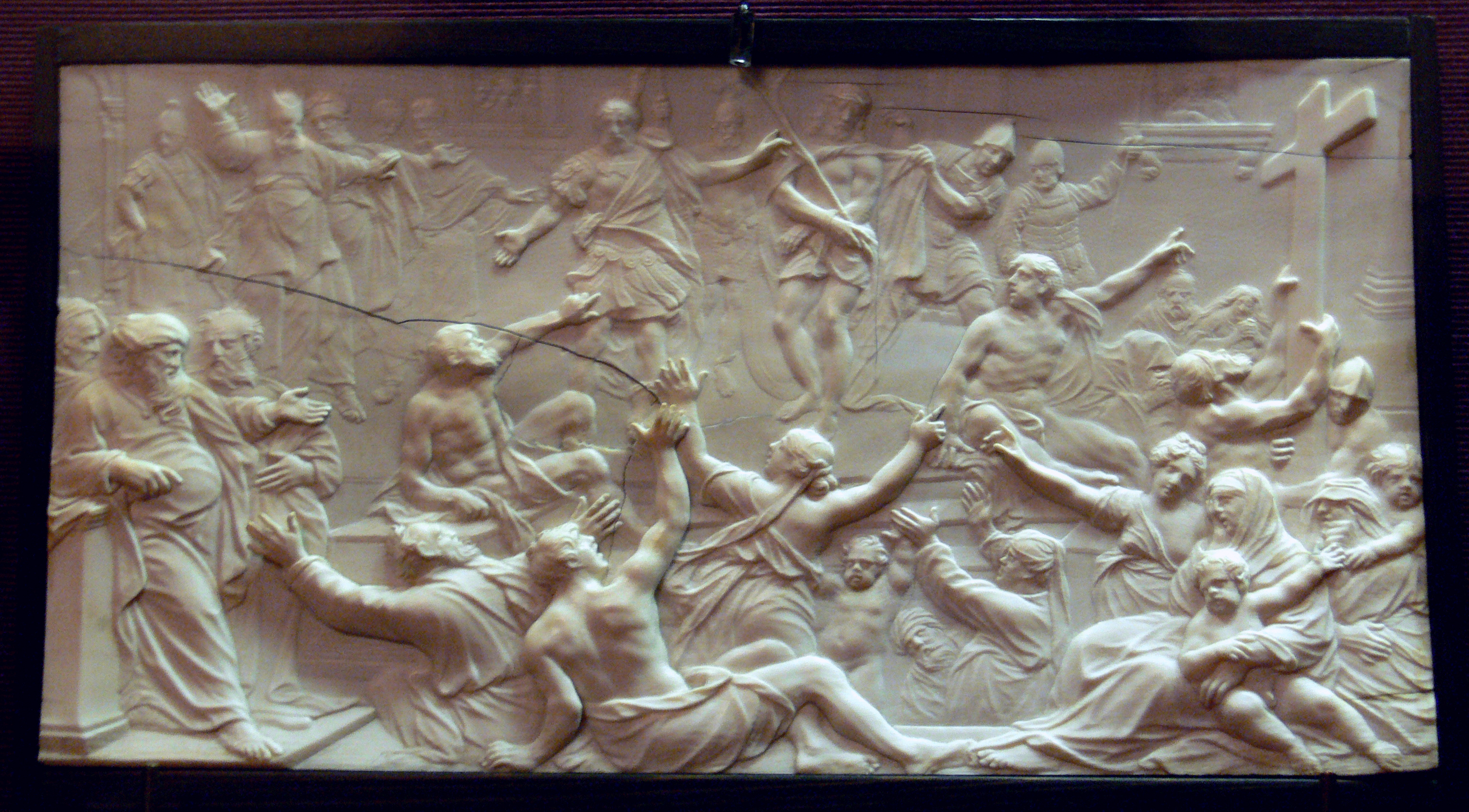
Ecce Homo på Schatzkammer i Wien.

Magnus Berg, född 1666 i Romedal, Hedmark, Norge, död 1739 i Köpenhamn, var en norsk träskulptör, elfenbenssnidare och målare, verksam vid danska hovet. 
Magnus Berg var först i tjänst hos ståthållaren Ulrik Frederik Gyldenløve, som blivit uppmärksam på hans talang för träskulptur och genom sitt inflytande skaffade honom kungligt understöd för studieresor i Italien och andra länder. 
Berg var en av Europas främsta snidarna av miniatyrreliefer i elfenben. Hans verk är få till antalet, men utsökta. De fleste köptes av den danska kungafamiljen och finns idag att se på i Rosenborgs slott i Köpenhamn, där det också finns ett målat självporträtt samt en stor vas, med utsmyckningar av brons och silver. Berg finns representerad vid bland annat Nationalmuseum i Stockholm.